# Aulacoctenidae
Aulacoctenidae is een familie van ribkwallen uit de klasse van de Tentaculata.

## Geslachten
- Aulacoctena Mortensen, 1932